# Fonsarda
Fonsarda è un quartiere di Cagliari di 6 947 abitanti.

## Storia
Fino al XX secolo sul luogo del quartiere vi erano campi agricoli, frutteti e ville di campagna e allevamenti di bovini.
Negli anni Quaranta, alla fine del secondo conflitto mondiale, l'amministrazione comunale decise di costruire all'allora fine di via Dante (che nei progetti comunali del 1926 doveva continuare sino a Pirri) un gruppo di case popolari, per risolvere almeno in parte la situazione di chi avesse perso la casa durante i bombardamenti. Di fronte a questo primo gruppo di abitazioni sorse una grande piazza, successivamente dedicata a Papa Giovanni XXIII, all'interno della quale venne costruita nel 1956 la Chiesa parrocchiale di San Paolo.

Il quartiere Fonsarda negli anni sessanta

Successivamente, in un lato della piazza vennero costruite alcune scuole. Alla fine degli anni ‘50 cominciò una seconda urbanizzazione del quartiere, per lo più per iniziativa di imprenditori, che portò alla costruzione di palazzi più alti rispetto ai precedenti. Negli anni ‘70 nacque un comitato di quartiere teso a salvaguardare gli spazi non ancora interessati da edifici; tra le azioni del comitato si ricordano la mobilitazione contro la costruzione della sede dell'Azienda di Stato dei Servizi Telefonici (Asst), che avrebbe dovuto ospitare numerose antenne, dove oggi sorge il T-Hotel, e la cementificazione dell'area dove ora sorge il Parco della Musica, che fino agli anni Settanta ospitava un uliveto. Oggi il quartiere si caratterizza per palazzi e, in una parte, ville con giardini, rendendolo un quartiere molto tranquillo.

## Strutture pubbliche
Nel quartiere sorgono una scuola elementare, la scuola media Antonio Cima e il liceo scientifico Michelangelo. Ai confini sorge il Teatro Lirico, collegato al fulcro del quartiere dal moderno Parco della Musica. Ai limiti con il quartiere La Vega si trova la sede della Città metropolitana di Cagliari.

## Evoluzione demografica
Abitanti censiti